# Micranthemum micranthemoides
Hemianthus micranthemoides là một loài thực vật có hoa trong họ Mã đề. Loài này được (Nutt.) Wettst. ex Wettst. mô tả khoa học đầu tiên năm 1891.